# باشگاه فوتبال آلورکا
باشگاه فوتبال آلورکا (به پرتغالی: Futebol Clube de Alverca) یک باشگاه فوتبال واقع در کشور پرتغال است که در آلورکا دو ریباتژو، ویلا فرانکا د شیرا واقع شده‌است. این تیم در حال حاضر در لیگ ۳ پرتغال بازی می‌کند.

## آمار و عملکرد
| فصل     | جایگاه | تعداد بازی | برد | تساوی | باخت | گل زده | گل خورده | امتیاز |
| ------- | ------ | ---------- | --- | ----- | ---- | ------ | -------- | ------ |
| ۱۹۹۵–۹۶ | ۱۳     | ۳۴         | ۱۲  | ۸     | ۱۴   | ۲۸     | ۳۸       | ۴۴     |
| ۱۹۹۶–۹۷ | ۱۵     | ۳۴         | ۹   | ۱۳    | ۱۲   | ۳۱     | ۳۰       | ۴۰     |
| ۱۹۹۷–۹۸ | ۳      | ۳۴         | ۱۹  | ۵     | ۱۰   | ۶۴     | ۳۵       | ۶۲     |
| ۱۹۹۸–۹۹ | ۱۵     | ۳۴         | ۸   | ۱۱    | ۱۵   | ۳۶     | ۵۰       | ۳۵     |
| ۰۰–۱۹۹۹ | ۱۱     | ۳۴         | ۱۱  | ۸     | ۱۵   | ۳۹     | ۴۸       | ۴۱     |
| ۲۰۰۰–۰۱ | ۱۲     | ۳۴         | ۱۲  | ۷     | ۱۵   | ۴۵     | ۵۲       | ۴۳     |
| ۲۰۰۱–۰۲ | ۱۸     | ۳۴         | ۷   | ۶     | ۲۱   | ۳۹     | ۶۷       | ۲۷     |
| ۲۰۰۲–۰۳ | ۲      | ۳۴         | ۱۶  | ۱۲    | ۶    | ۴۷     | ۲۴       | ۶۰     |
| ۲۰۰۳–۰۴ | ۱۶     | ۳۴         | ۱۰  | ۵     | ۱۹   | ۳۳     | ۴۹       | ۳۵     |
| ۲۰۰۴–۰۵ | ۱۳     | ۳۴         | ۱۱  | ۶     | ۱۷   | ۲۶     | ۳۸       | ۳۹     |